# Вернер Голдберг
Вернер Голдберг (нім. Werner Goldberg; 3 жовтня 1919 — 28 вересня 2004, Берлін) — військовослужбовець вермахту частково єврейського походження, що послужив фотомоделлю в нацистській пропаганді як «ідеальний німецький солдат».
Незабаром після початку Другої світової війни фотографія Вернера з'явилася на сторінках недільної газети Berliner Tageblatt під заголовком «Ідеальний німецький солдат». Пізніше фотографія використовувалася на вербувальних плакатах.
У 1959-1979 роках — депутат Палати депутатів Берліна, очолював комісію з розгляду скарг.

## Цікаві факти
В 2015 році в селищі Сумкіне (Тюмень, Росія) було встановлено пам'ятний знак «Захисникам Вітчизни у всі часи». Як виявилося, на ньому був зображений Вернер Голдберг. Портрет на пам'ятнику замінили після впізнання.